# مارک (آلمان)
مارک (به آلمانی: Marke) یک منطقهٔ مسکونی در آلمان است که در راگون-یسنیتس واقع شده‌است. مارک  ۳۹۶ نفر جمعیت دارد.